# Jefferson Airplane (альбом)
Jefferson Airplane — восьмой и последний студийный альбом американской рок-группы Jefferson Airplane, выпущенный в 1989 году лейблом Epic. И альбом, и сопровождающий воссоединение группы тур характеризуется тем же составом участников, что и в 1967—1970 годах, за исключением барабанщика Спенсера Драйдена.

## Список композиций
| №   | Название                             | Автор(ы)                                   | Длительность |
| --- | ------------------------------------ | ------------------------------------------ | ------------ |
| 1.  | «Planes (Experimental Aircraft)»     | Пол Кантнер                                | 4:26         |
| 2.  | «Freedom»                            | Грейс Слик                                 | 4:54         |
| 3.  | «Solidarity» (перевод H. R. Hays)    | Бертольт Брехт, Марти Балин, Mark Cummings | 5:08         |
| 4.  | «Madeleine Street»                   | Пол Кантнер, Марти Балин                   | 4:15         |
| 5.  | «Ice Age»                            | Йорма Кауконен                             | 4:16         |
| 6.  | «Summer of Love»                     | Марти Балин                                | 4:15         |
| 7.  | «The Wheel (For Nora and Nicaragua)» | Пол Кантнер, Отто Рене Кастильо (*)        | 6:08         |
| 8.  | «Common Market Madrigal»             | Грейс Слик                                 | 2:46         |
| 9.  | «True Love»                          | Steve Porcaro, David Paich                 | 3:43         |
| 10. | «Upfront Blues» (инстр.)             | Йорма Кауконен                             | 2:02         |
| 11. | «Now Is the Time»                    | Грейс Слик                                 | 4:53         |
| 12. | «Too Many Years»                     | Йорма Кауконен                             | 4:10         |
| 13. | «Panda»                              | Грейс Слик                                 | 3:37         |

(*) — отрывок из поэмы For the Good of All, перевод — Маргарет Рэнделл

## Участники группы
| Участники группы - Марти Балин — Ведущий вокал - Грейс Слик — Ведущий вокал, клавишные - Йорма Кауконен — Соло-гитара, бэк-вокал - Пол Кантнер — Ритм-гитара, бэк-вокал - Джек Кэссиди — бас-гитара | Приглашённые музыканты - Кенни Аронофф — барабаны - Майк Поркаро — бас-гитара - Майкл Ландау, Питер Каукен — гитара - Чарльз Джудж, Дэвид Пэйч, Ники Хопкинс — клавишные - Ефрейн Торо, Кенни Аронофф — перкуссия - Flo & Eddie (Марк Вольман, Говард Кейлан) — бэк-вокал - Стив Поркаро — программирование (синтезатор) |